# Маклауд, Солли
Солли Маклауд (англ. Solly McLeod, род. 11 февраля 2000 года в Шотландии, Великобритания) — британский актёр. На телевидении он появился в главной роли в мини-сериале «Том Джонс» (2023) производства ITVX. Его фильмография включает такие фильмы как «Jericho Ridge» и «Мертвецам не больно» (оба 2023) и «Last Swim» (2024).

## Детство и личная жизнь
Маклауд родился в семье ирландской певицы Эйми Леонард (Aimée Leonard), участницы группы Anam и автора-исполнителя Рори Маклауда. Солли вырос на Оркнейских островах. Когда ему исполнилось 10 лет его родители развелись и он переехал в Лондон. В столице он учился в драматической школе «The Unseen Drama School».

## Карьера
Начиная с апреля 2021 года Маклауд непрерывно снимался в четырёх проектах подряд лишь с одним нерабочим днём между каждым из них. Он появился в телесериалах Sky «The Rising» и HBO «Дом Дракона», а после этого играл одноимённого героя в «Том Джонс», а затем снимался в независимом триллере о выживании «Jericho Ridge» в Косово. В «Томе Джонсе» Маклауд играл вместе с Софи Уайлд и Ханной Уоддингем. Также он появился в сериале «Чужестранка». В 2023 году он снялся в вестерне Вигго Мортенсена «Мертвецам не больно», который был представлен на 41 международном кинофестивале в Мюнхене. Он также получил роль в предстоящем проекте под названием «Beach Boys».
В декабре 2021 года Малауд сыграл солдата Первой мировой войны в музыкальном видеоклипе Minute Taker на песню «Lead You Home».